# Air Gemini
Air Gemini es una aerolínea con base en Luanda, Angola. Es una aerolínea de carga y pasajeros que efectúa vuelos para misiones humanitarias y para la industria minera. Su base principal es el Aeropuerto Quatro de Fevereiro, Luanda.

## Historia
La aerolínea fue fundada en 1999 y comenzó a volar en julio de 1999 como aerolínea de carga, especialmente para las minas de diamante. Los vuelos de pasajeros fueron añadidos en febrero de 2002.

## Flota
En 2011, la flota de Air Gemini incluye las siguientes aeronaves:
- 3 Boeing 727
- 3 McDonnell Douglas DC-9

## Flota retirada
- 1 McDonnell Douglas DC-9-30
- 6 McDonnell Douglas DC-10-10

## Accidentes
El 5 de enero de 2001, un Boeing 727 de carga de Air Gemini (registro S9-BAI) se salió de pista durante el aterrizaje en el aeropuerto de Dundo tras efectuar un vuelo desde Luanda, matando a un trabajador en tierra. El accidente se produjo cuando el avión tocó tierra antes de llegar a pista, produciendo el colapso del tren y su posterior salida de pista.